# محمية نفود العريق
محمية نفود العريق هي محمية طبيعة في المملكة العربية السعودية تحت اشراف المركز الوطني لتنمية الحياة الفطرية، تقع محمية نفود العريق في المنطقة الوسطى جنوب غرب منطقة القصيم، ويحد محمية نفود العريق عدد من القرى والمراكز ومن أبرزها مركز الصفويةو قرية بطين العريق و الظاهرية، تبلغ مساحتها 1960 كيلومتر مربع، وتتميز بيئاتها بالسهول الرملية الحصوية وبعض الجبال الجرانيتية والبازلتية، وبغطاء نباتي جيد، وتعتبر المنطقة حمى قديما لإبل الصدقة، ومن المتوقع أن تسهم عدة عوامل مثل وجود الغطاء النباتي الجيد من العوسج والإرطى والحوليات ووعورة المنطقة في اختيارها موقعا لإعادة توطين طيور الحبارى.